# Marilyn Neeley
Marilyn Neeley (* 26. Dezember 1937 in Los Angeles; † 30. Mai 2007 in Silver Spring) war eine US-amerikanische klassische Pianistin.

## Leben und Werk
Marilyn Neely wurde am 26. Dezember 1937 geboren. Ihr Vater war Richter am Superior Court, ihre Mutter Vivian war Klavierlehrerin. Neeley zeigte bereits im Alter von drei Jahren großes Interesse an der Musik. Ab ihrem 5. Lebensjahr erhielt sie zunächst privaten systematischen Musikunterricht. Bereits mit acht Jahren debütierte sie als Wunderkind in ihrer Heimatstadt. Sie absolvierte an der USC ein Musikstudium und erwarb an der gleichen Universität einen Master in Theologie.
1968 unterrichtete Neely zunächst afroamerikanische Gymnasiasten an einer methodistischen Missionsschule in Camden, S.C. Im gleichen Jahr wechselte sie an die Musikfakultät der Ohio State University, wo sie bis 1972 unterrichtete. Dort lernte sie ihren zukünftigen Mann, den Geiger Robert Gerle kennen. Sie heirateten 1970. Beide spielten für das Fernsehen alle Beethoven Sonaten für Violine und Klavier ein. Diese Einspielungen wurden im amerikanischen Fernsehen ausgestrahlt. Beide erhielten für diese Aufnahmen 1970 den Emmy. Neely und ihre Familie zogen in den frühen 1970er Jahren nach Baltimore. Von 1972 bis 1984 lehrten Neely und ihr Mann Gerle beide an der Fakultät für Musik der University of Maryland und gaben gemeinsam Konzerte. Zuletzt war Neeley Vorsitzende der Klavierfakultät der Catholic University of America in Washington, DC.
Neely trat als Klaviersolistin mit amerikanischen Symphonieorchestern von Boston bis nach Los Angeles auf.
Neeley starb am 30. Mai 2007 an einer Lungenentzündung im Holy Cross Hospital in Silver Spring. Sie wurde dort wegen einer Knochenkrebserkrankung behandelt.